# Sardegna Uno
Sardegna Uno è un'emittente televisiva a carattere regionale della Sardegna. Dal 2021 trasmette la propria programmazione dagli studi di Piazza L'Unione Sarda in Cagliari; in passato ebbe la sua sede in Viale Mameli (1984-1990) e poi in traversa Venturi (1990-2021, ancora presente ma non utilizzata), sempre nel capoluogo.
Dal 2021 è edita da Videolina S.p.A., sussidiaria del gruppo L'Unione Sarda. In passato fece parte dei circuiti Odeon, Junior TV e 7 Gold, attualmente è una delle poche emittenti regionali italiane a non trasmettere televendite.

## Storia

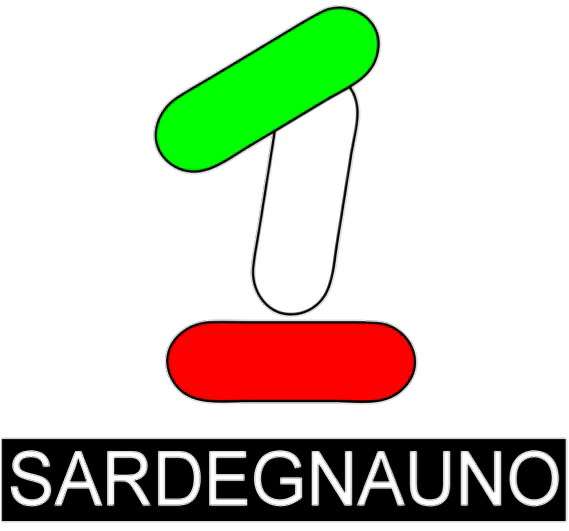
Logo utilizzato dal 1991 al 2022, con vari cambiamenti negli anni

Nata nel 1984 per iniziativa dell'imprenditore e medico Paolo Ragazzo, fino al 1986 la copertura era limitata all'attuale Città metropolitana di Cagliari, all'iglesiente, e alla provincia di Oristano, mediante una rete di 4 impianti di trasmissione. 
Successivamente, l'emittente si fonde per incorporazione nel 1986 con Tele Sardinia (una delle emittenti eredi della cagliaritana Antenna Sud) dell'editore Sergio Zuncheddu, andando a raggiungere così la copertura dell'intera Sardegna, mediante due reti di impianti (la seconda, dal 1989, diventerà Sardegna2, con palinsesto autonomo) trasmissivi in simulcast.
Il 7 gennaio 1987 sull'emittente parte anche l'informazione: un gruppo di giornalisti coordinati da Sandro Angioni (che ne sarà il primo direttore) lasciarono Videolina per far nascere il telegiornale. La prima redazione giornalistica dell'emittente - che in breve tempo diventa il fiore all'occhiello del palinsesto - vide tra i volti Maria Luisa Busi (futura bandiera del TG1), Ignazio Artizzu (oggi vicedirettore dei notiziari regionali della Rai), Giacomo Serreli (poi tornato a Videolina), Cesare Corda (scomparso nel 2024), Vera Coppa, Gianni Zanata (unico tutt'ora superstite nella redazione), Angelo Fancello, Augusto Ditel, Roberto Petretto, Puppo Gorini (scomparso nel 2013), Nicola Scano (anch'esso tornato a Videolina) e Fiorella Ferruzzi.
Dal 6 settembre 1987 al 1994 Sardegna Uno si affiliò alla syndication Odeon TV. Successivamente i programmi di quest'ultima furono irradiati dalla sorella Sardegna 2 (seconda emittente del gruppo, nata dalle frequenze residue dell'ex Tele Sardinia, dedicata alle repliche dei programmi di Sardegna1, ai programmi di Odeon TV e successivamente ai video musicali di Magic TV). Inoltre, fin dalla nascita, l'emittente possedette la radio privata Radio Sintony (nata probabilmente in risposta a Radiolina e tutt'ora esistente).
Nel 1988 arrivò a dirigere l'emittente Antonio Costantino, anch'egli proveniente da Videolina, il quale consolidò l'emittente. Trasferita la propria sede nella ben più grande struttura di Traversa Venturi (di Viale Marconi, via dove aveva sede la concorrente Videolina) - sempre a Cagliari - la redazione registrò le presenze di Mauro Pili, Nicoletta Pisano, Cristiana Aime, Rosanna Romano.
La stessa Romano diverrà direttrice del notiziario nel gennaio del 1997, la quale manterrà la carica fino al dicembre dello stesso anno, quando passò a Videolina. A ereditarne il posto fu nuovamente Sandro Angioni (1998-2004), quindi il vicedirettore storico Mario Cabasino (2004-2008 e 2010-2013).
Dalla primavera del 1989, l'emittente ebbe un proprio servizio di teletext: inizialmente auoprodotto (eccetto il periodo dall'autunno 1995 al 1998, col nome Televideo della Sardegna, in joint venture con Videolina), era improntato sull'informazione e offriva notizie di pubblica utilità.
Il Televideo Sardegna (questo l'ultimo nome del teletext di Sardegna1 dal 1998) terminò il servizio il 30 novembre 2001.
Nel 1993, Sardegna Uno fu l'emittente che in Sardegna fece parte dell'esperimento di Gianfranco Funari, di produrre una trasmissione da trasmettere su tutto il territorio nazionale attraverso un network di televisioni locali, chiamato Zona Franca.
Nel 1998 Sandro Angioni assunse anche la direzione di rete: ciò fece sì che parte del palinsesto venisse dedicato all'informazione, con particolare attenzione ai programmi sportivi che vedono tra i protagonisti Vittorio Sanna, Francesco Porceddu, Sergio Masia e la partecipazione di Alessia Simoncelli. La redazione giornalistica è formata da Gianni Zanata, Mario Cabasino, Massimiliano Rais, Marco La Picca, Carlo Manca, Piersandro Pillonca, Stefano Lai, Stefania De Michele, Andrea Sanjust e Giuseppe Giuliani, ai quali si affiancano, come collaboratori fissi, Roberta Mocco, Paola Pintus, Marzia Piga, Bruno Ghiglieri e Giampaolo Puggioni. I corrispondenti sono Sandra Sanna da Sassari, Martine Frey da Olbia e Paolo Desogus da Oristano.
L'8 agosto 1998 Sardegna Uno grazie ad un accordo con Eutelsat diviene la prima emittente regionale a diffusione satellitare: i programmi dell'emittente sono irradiati in tutto il continente geografico europeo e nella fascia del Magreb. Sardegna Uno è inoltre la prima emittente regionale a disporre di una fly satellitare che le consente di trasmettere in diretta.
Tra il 2003 e il 2004 l'emittente attraversa un periodo di crisi: ceduta il 30 giugno 2004 la seconda rete del gruppo, Sardegna 2, a Mediaset per lo sviluppo nell'isola del mux del digitale terrestre Mediaset 1, il primo patron Ragazzo in quell'estate lascia l'emittente all'imprenditore ogliastrino Giorgio Mazzella (già presidente di Banca CIS). Esso opera una trasformazione dell'azienda, sia a livello d'immagine (iniziato il 15 luglio 2005, data in cui il tg ebbe una nuova sigla che durerà fino al 2022) che di contenuti, avviando altresì all'imminente passaggio al digitale terrestre. Aumenta lo spazio dedicato al folklore isolano, mentre cala drasticamente lo spazio dedicato all'informazione. 
In questo periodo ampio spazio venne dato al cantante e showman Giuliano Marongiu, reduce del successo di Buonasera Sardegna, che condusse con altrettanto ottimo riscontro Ammentos e soprattutto lo show musicale Anninnora, capace di dare filo da torcere alla concorrente Sardegna Canta (all'epoca in onda su Videolina). Nacquero inoltre nuove trasmissioni d'intrattenimento, quali Pro Sardigna, Sardi di fine stagione e Don Chi, ma al contempo vengono cancellati programmi storici come La gradinata sport e Per la strada (a causa del licenziamento di Gennaro Longobardi, passato all'emittente oristanese  Nova e ritornato con la sua trasmissione nel 2009).
Nell'estate 2006 Sardegna Uno stipulò un accordo con 7 Gold, il quale permise dal 21 agosto di quell'anno la trasmissione di parte della programmazione della nota syndication in terra sarda, non visibile sino ad allora. Fino all'autunno 2008 Sardegna Uno trasmetteva solo una parte del palinsesto di 7 Gold, spezzettando gli spazi destinati alla programmazione locale (trasmessa invece interamente sul satellite).
Dal mese di febbraio 2008 viene nominato direttore generale e di testata Mario Tasca, reduce del rilancio dell'oristanese Nova il quale, nel corso dell'anno, cambiò in parte l'aspetto grafico del telegiornale, programmando nuove trasmissioni e coordinando il passaggio al digitale terrestre. Nell'ottobre del 2008, con lo spegnimento del segnale analogico, in favore del digitale terrestre, Sardegna Uno è tornata a trasmettere la propria programmazione a pieno regime, mentre uno dei canali del mux dell'emittente è stato destinato interamente a 7 Gold (canale che riprese lo storico marchio Sardegna 2, chiuso nel 2004). 
Nello stesso anno divenne operativo a pieno titolo il sito web dell'emittente, già in rete (ma scarno e sperimentale) dal 2000, dove peraltro è possibile, grazie allo streaming, vedere la programmazione in tempo reale.

### La crisi dell'emittente e il cambio di gestione
Il 2012 è stato l'anno più difficile per l'emittente.  Complice il crollo degli ascolti, seguito dal calo delle entrate pubblicitarie e accompagnato da scelte editoriali - definite da più fonti - discutibili, il patron Giorgio Mazzella licenzia in tronco i capiservizio Gianni Zanata e Piersandro Pillonca e il redattore Andrea Sanjust. In seguito ai licenziamenti e alla mancata attivazione dei contratti di solidarietà, arrivò subito la replica dei sindacati, i quali proclamarono 3 giornate di sciopero.
Dopo settimane di lotte sindacali, la crisi rientra grazie ad un accordo tra azienda e sindacati mediato da Franco Siddi (segretario nazionale della Federazione Nazionale Stampa Italiana) e dall'Associazione Stampa Sarda. L'accordo consente l'attivazione dei contratti di solidarietà, che comportano la rinuncia da parte di tutti i dipendenti a parte degli stipendi per salvare l'emittente e permettere alla stessa di recuperare risorse umane preziose, ed evitare licenziamenti.
A ciò si aggiunsero, da parte di molti spettatori, le polemiche per la gestione del canale dedicato a 7 Gold, sul quale - complice la perdita dei diritti calcistici in Sardegna prima e tensioni interne poi - venne cancellata la storica prima serata, sostituita da repliche dei programmi di Sardegna 1 (sulla scia di quanto avveniva dal 2006 al 2008, quando le due emittenti si alternavano in un unico canale).
A ottobre di quell'anno tuttavia scoppia un'altra crisi: i I lavoratori, nonostante abbiano accettato le riduzioni di stipendio dovute all'attivazione dei contratti di solidarietà, denunciano all'editore il mancato pagamento di alcune mensilità, della quattordicesima, e un mancato rinnovamento tecnologico dell'emittente volto alla digitalizzazione, al fine di renderla maggiormente competitiva sul mercato. L'editore sostiene che non poteva pagare gli stipendi in quanto non riceve dallo Stato circa 2 milioni di euro destinati al finanziamento delle televisioni private locali. Dopo alcune giornate di trattative tra sindacati ed editore, questa volta mediati dal prefetto di Cagliari Giovanni Balsamo, si è arrivati ad un accordo, che prevede il pagamento della metà degli stipendi ancora dovuti ai dipendenti dell'emittente cagliaritana.
Causa l'insostenibilità della situazione, in una logica di contenimento dei costi, il 6 dicembre 2012 venne spenta la frequenza satellitare.
Il 5 agosto 2013 l'editore Giorgio Mazzella lasciò la proprietà dell'emittente ad una cordata di 3 editori, formata dall'amministratore delegato Sandro Crisponi, dal patron del circuito 7 Gold Luigi Ferretti e dal direttore del telegiornale Mario Tasca, con quote societarie rispettivamente del 71%, 19% e 10%.
Tuttavia i sindacati lamentarono la scarsa trasparenza nel passaggio di proprietà, assieme al mancato pagamento ai lavoratori di 4 mensilità, della tredicesima del 2012, oltre al mancato versamento dal 2009
 delle quote TFR e dei contributi volontari al fondo complementare dei giornalisti: per queste ragioni, dal 3 ottobre 2013 i lavoratori dell'emittente cagliaritana sono riuniti in assemblea permanente e hanno proclamato 5 giornate di sciopero.
Il 16 ottobre 2013, durante una giornata di sciopero, il comitato di redazione riunito davanti alla sede Rai di viale Bonaria a Cagliari, ha sfiduciato all'unanimità il direttore Mario Tasca, in quanto il doppio ruolo direttore-azionista non garantirebbe l'imparzialità. In quell'occasione i giornalisti dell'emittente denunciarono come il passaggio di proprietà sia avvenuto in modo oscuro e che l'ex editore Giorgio Mazzella rimanga ancora titolare di alcuni crediti che vanta l'emittente.
Il 28 novembre 2013 i giornalisti di Sardegna Uno (all'ottavo giorno di sciopero da ottobre 2013), si riunirono davanti al mercato civico di Cagliari inscenando un finto telegiornale in strada per far conoscere ai cittadini la situazione su cui verte l'emittente cagliaritana. Tale decisione provocò l'esclusione di Stefania De Michele e Gianni Zanata dalla conduzione del telegiornale, colpevoli di aver concesso dichiarazioni alla stampa in merito allo stato della vertenza sindacale.
Il 18 dicembre 2013, il prefetto di Cagliari Alessio Giuffrida fissò un incontro tra dipendenti (giunti al tredicesimo giorno di sciopero) e proprietà al fine di risolvere la vertenza. Tuttavia la proprietà dell'emittente diserta l'incontro.
Il 4 gennaio 2014 i giornalisti hanno denunciato gli amministratori dell'emittente per non aver versato il Tfr maturato nel 2009, ma anche parte delle quote di retribuzione del 2011 e del 2013 che ogni mese venivano trattenute in busta paga.
Il 16 gennaio 2014, in occasione dell'apertura della campagna elettorale per le elezioni regionali, i dipendenti dell'emittente (da 107 giorni in assemblea permanente e con 5 mensilità arretrate) indicono 3 nuove giornate di sciopero. Tuttavia il direttore Mario Tasca con la collaborazione del giornalista Marco La Picca e di alcuni tecnici, ha proseguito la messa in onda regolarmente del telegiornale, nonostante la giornata di sciopero proclamata dai sindacati, contravvenendo di conseguenza alle regole sindacali.
Il 4 febbraio 2014 (pochi giorni dopo la scadenza dei contratti di solidarietà in vigore da 2 anni) i vertici dell'emittente licenziarono 13 dipendenti su 27. I destinatari di questo provvedimento furono 5 giornalisti (tra cui i pionieri Carlo Manca e Massimiliano Rais), 4 tecnici della messa in onda, 2 dipendenti dell'area produzioni, un dipendente dell'area tecnica e un amministrativo. Questo provvedimento ha scatenato la dura presa di posizione della politica e dei sindacati. 
Il 23 aprile 2014, dopo oltre 90 giornate di sciopero da parte dei dipendenti, per volontà dei rappresentanti sindacali, si è chiuso senza alcun accordo tra le parti l'incontro svolto negli uffici del Settore Lavoro della Provincia di Cagliari. 
Il 12 giugno 2014, dopo due anni di contratto di solidarietà (con una riduzione dello stipendio del 33%), mensilità arretrate e anni di contributi non versati al fondo pensionistico di alcuni giornalisti e tecnici, l'azienda ha completato la procedura di riduzione di personale annunciata il 1º febbraio scorso, licenziando 12 dipendenti su 27, tra cui gli storici Giuliano Marongiu, Carminia Conte e Gennaro Longobardi, portando alla chiusura definitiva dei loro programmi.
A partire dal settembre 2014, Sardegna Uno presenta diversi nuovi programmi registrati negli studi dell'emittente cagliaritana e prodotti da aziende esterne, rinnovando integralmente il palinsesto dell'emittente.
Dopo il ridimensionamento, la redazione del telegiornale di Sardegna Uno, fino al 2022, è formata dal direttore Mario Tasca e dai 3 redattori Marco La Picca, Stefano Lai (oggi entrambi in pensione) ed Elisabetta Sanna, cui si aggiunge dal 2019 il Primavera Luca Neri.
Il 10 settembre 2021 viene annunciata l'acquisizione, a seguito di un'asta giudiziaria, da parte di Sergio Zuncheddu, già editore di Videolina, Radiolina, L'Unione Sarda e Tele Costa Smeralda, nonché di Tele Sardinia con cui si fuse alla sua nascita, per l'ammontare di 500 mila euro.
Il 4 aprile 2022, a seguito di un rebranding della rete, viene cambiato logo, che ricalca il logo della sorella Videolina (il nome del canale viene modificato in "Sardegna 1"). La programmazione del canale è principalmente dedicata a canti e balli della tradizione sarda intervallati dal notiziario in lingua sarda in onda alle ore 14:30, 20:00 e ore 24:00. Inoltre, complice la nascita del mux unico per quanto riguarda le emittenti sarde, a differenza della madre Videolina, Sardegna 1 torna ad essere un unico canale, portando alla cancellazione dei surrogati Sardegna 2 (marchio che viene chiuso di nuovo, dopo quanto accaduto nel 2004) e Sardegna 3, nel frattempo dedicati a repliche dell'emittente madre, mentre Radio Sintony diventa indipendente.
Dal 17 gennaio 2024 inizia a trasmettere in HD.
Dal 7 luglio 2025 passa dalla LCN 12 alla LCN 99.

## Diffusione
Il canale è diffuso a livello regionale sul multiplex RL Sardegna 1 al LCN 12.

### Satellite
Sardegna Uno è stata la prima emittente regionale a trasmettere sul satellite Hot Bird in tutta Europa, già dal 1998 nel primo transponder con tecnologia Skyplex di Eutelsat (sull'allora Hot Bird 4, frequenza 10719 MHz, polarizzazione Verticale, symbol rate 27500). In seguito, il canale è stato ospitato su altri transponder degli stessi satelliti a 13° Est. Era ricevibile gratuitamente anche attraverso i decoder di Sky Italia (canale 822) e Tivùsat, con l'identificativo Sardegna Uno Sat.
Dal 6 dicembre 2012 il segnale satellitare è stato spento a causa dei costi di gestione troppo alti.

## Programmi
Prima dell’acquisto da parte del gruppo L’Unione Sarda, l’emittente aveva un palinsesto generalista dedicato principalmente all'informazione (con 3 edizioni del telegiornale, ognuna con un approfondimento giornalistico), all'intrattenimento e alla cultura in Sardegna. Dal 2022, col cambio di gestione, Sardegna Uno trasmette principalmente musica sarda: uniche autoproduzioni attuali sono tre edizioni del telegiornale (la prima alle 14:30, la seconda alle 20:00 e la terza a mezzanotte) entrambe in lingua sarda, e il varietà per giovani Giogagiò (il sabato pomeriggio). Il notiziario è trasmesso senza servizi autoprodotti, inaquanto sono i medesimi andati in onda sul TG della madre Videolina, narrati dal pioniere Gianni Zanata.
Inoltre, l'emittente è da sempre presente in occasione delle principali festività isolane, come la Sagra di Sant'Efisio a Cagliari, la Sartiglia di Oristano e la Discesa dei Candelieri a Sassari, il cui commento è interamente in lingua sarda.
L'emittente, inoltre, dal 4 aprile 2022 non trasmette televendite.

### Programmi trasmessi dalla nascita al passaggio a Videolina
- A tavola con noi: A cura di Vincenzo Frigo. (anni 80)
- Ajò al mercato: Una fascia informativa giornaliera sui prezzi dei prodotti nei mercati sardi. (2006-2008)
- Ammentos: Spazio condotto da Giuliano Marongiu dedicato alla cultura, sul filo dei ricordi, ricordi dei personaggi, degli artisti, degli uomini e delle donne che hanno lasciato un segno nella storia della Sardegna. (2005-2010)
- Anninnora: Programma di punta dell'emittente condotto da Giuliano Marongiu: una vetrina di folklore, della musica, del canto e del ballo sardo. (2005-2014)
- Arasolè: Programma di approfondimento giornalistico condotto da Carminia Conte dedicato agli eventi di cronaca, politica, economia e società. (2008-2012)
- Ballo Ballo: Programma condotto da Angelica Lai dedicato alla danza in Sardegna. (2007-2010)
- Buonasera Sardegna: Programma dedicato al folklore isolano condotto da Giuliano Marongiu. (2003-2004)
- Cantando i Beatles: Programma condotto da Gianni Zanata. (2006)
- Cara Sardegna: Programma condotto da Nicola Scano. (anni 80)
- Cari Sardi, cara Sardegna: Programma condotto da Sandro Angioni. (anni 90)
- Coccobello: Programma estivo condotto da Cristian Cocco. (anni 90)
- Con gli occhi di fido: Programma dedicato agli animali condotto da Stefano Antinori e Romina Dessì. (2010-2014)
- Cronache dal palazzo: Condotto da Mario Cabasino si raccontano i fatti nei palazzi della politica regionale. (2002-2012)
- Cucciolandia Festival: Programma canoro dedicato ai più piccoli, condotto da Laura Derosas. (2000-2009)
- Cucina Claudia, un programma culinario per imparare a cucinare degli ottimi piatti, con Claudia Tronci. (2016-2020)
- Di parco in parco: Condotto da Luca Pinna in collaborazione con l'Assessorato della difesa dell'ambiente della Regione Autonoma della Sardegna, è un viaggio tra i parchi, le riserve naturali e le aree marine protette della Sardegna. (2010-2013)
- Die cun die, Programma d'informazione realizzato in lingua sarda con il contributo della Regione Autonoma della Sardegna. (2014-2021)
- Don chi, trasmissione a sfondo satirico, condotta condotto da Gianni Zanata. (2005-2010)
- Effetto Serra: programma giornalistico generalista condotto da Fabrizio Serra. (anni 90)
- Formula 1:  Programma dedicato ai motori e alle gare, condotto dalla specialista Maria Pintore, da anni voce del settore. (2006-2012, precedentemente in onda su 5 Stelle Sardegna, passato poi a Tele Costa Smeralda)
- Il ficcanaso: condotto da Luca Daga. (anni 90)
- Il Tg dei Ragazzi: a cura di Gianluca Medas. Tra i giovani protagonisti Flavio Soriga. (anni 80-90)
- In viaggio con papà: trasmissione a sfondo comico, condotta da Benito Urgu insieme a suo figlio Davide Urgu. (anni 90)
- I 2 di Via Venturi: Programma mattutino di intrattenimento ed informazione, condotto in stile radiofonico da Matteo Bruni e da Marco Mameli. (2012-2021)
- Ippocrate: Programma dedicato alla medicina condotto da Giosi Moccia. (2005-2013)
- La Gradinata Sport: Programma sportivo condotto da Gennaro Longobardi. (1995-2006)
- Ma però: Approfondimento politico condotto da Giacomo Mameli. (1999-2005)
- Novas: Approfondimento curato dalla Regione Autonoma della Sardegna che informa i telespettatori sulle attività della giunta regionale della Sardegna. (2012-2013)
- Occhio alla Cam. Programma comico in chiave reality, condotto da Valerio Serri. (2014-2019)
- Panorama Sardo: Programma di approfondimento politico condotto da Valerio Vargiu. (anni 90)
- Per la strada: Storica trasmissione dell'emittente condotta da Gennaro Longobardi, che negli anni ha girato tutti i comuni della Sardegna, ha circumnavigato l'isola, e ha visitato i circoli degli emigrati sardi in Europa. (1996-2005 e 2009-2014)
- Piatti di Sardegna: La trasmissione mostra una ricetta proveniente da ogni paese della Sardegna. (anni 80-90)
- Pro Sardinia: Programma condotto da Roberto Tangianu, è un viaggio attraverso tutti centri dell'isola. (2005-2009)
- Protagonisti: I personaggi più famosi e rappresentativi della Sardegna intervistati dalla redazione di Sardegna Uno. (2008-2012)
- Punto zero: Programma condotto da Mauro Lissia. (2010)
- Rossoblu 95: Programma sportivo interamente dedicato al Cagliari Calcio condotto da Valerio Vargiu e Bruno Corda. (2013-2018)
- Sardegna in festa: Vetrina dedicata al folklore isolano curata da Ottavio Nieddu. (anni 90)
- Sardegna nel mondo: Trasmissione prodotta dalla Regione Autonoma della Sardegna dedicata agli emigrati sardi, che sentono una forte appartenenza alla Sardegna. (2014-2019)
- Sardegna...in salute: Trasmissione dedicata alla medicina e alla salute in Sardegna. (2014-2021)
- Sardegna Motor News (divenuto poi Formula Motori): Programmi dedicati ai motori condotti da Gabriele Piras. (2014-2015)
- Sardegna Technology: Programma dal format scientifico e giovanile dedicato interamente a tecnologia e innovazione, condotto da Carlo Lampis. (2014-2015)
- Sardi di fine stagione: trasmissione comica (2005-2009)
- Scoprire: Trasmissione ideata e condotta per la storica emittente da Marcello Polastri. Il giornalista e conduttore ha girato tutti i comuni della Sardegna, esplorando siti storici e archeologici, svelando storie inedite, misteri e leggende, per poi calarsi con le telecamere nei sotterranei e nelle miniere insidiose in Italia e in Europa. (anni 90)
- Sport and Benefit Italia : Programma dal format giovanile dedicato interamente a sport e benessere, ideato e condotto da Carlo Lampis. (2014-2018)
- Sportello impresa: Programma condotto Carmina Conte. (2001-2008)

- Thesauro: Programma di approfondimento condotto dal direttore Mario Tasca. (2014-2022)
- The Sandalyon: Programma condotto da Stefano Salvatici dedicato ai misteri della Sardegna e ai siti archeologici più oscuri. (2015-2018)
- Una domanda all'arcivescovo: Ogni domenica veniva posta una domanda spirituale all'arcivescovo di Cagliari. (1991-2012)
- Vita da Giovani : Talk show dedicato alle tematiche relative a giovani e lavoro, condotto da Elisabetta Sanna. (2014-2016)
- Yesterday: Rubrica musicale. (1996-2004)